# Богданівська сільська рада (Вишгородський район)
Богданівська сільська рада — колишній орган місцевого самоврядування у Вишгородському районі Київської області. Адміністративний центр — село Богдани.

## Загальні відомості
Богданівська сільська рада утворена в 1919 році.
Водоймища на території, підпорядкованій даній раді: річка Тетерів, Київське водосховище.

## Населені пункти
Сільській раді були підпорядковані населені пункти:
- с. Богдани
- с. Овдієва Нива
- с. Пилява
- с. Ритні
- с. Рихта

## Склад ради
Рада складалася з 12 депутатів та голови.

### Керівний склад попередніх скликань
| ПІБ                         | Основні відомості                                                               | Дата обрання | Дата звільнення |
| --------------------------- | ------------------------------------------------------------------------------- | ------------ | --------------- |
| Рудчик Григорій Онуфрійович | Сільський голова, 1953 року народження, безпартійний                            | 26.03.2006   | 03.11.2009      |
| Савиченко Тетяна Іванівна   | Сільський голова, 1961 року народження, освіта середня спеціальна, позапартійна | 31.10.2010   |                 |

Примітка: таблиця складена за даними джерела